# Gastón Howard Allen Binhan
Gastón Allen es un trompetista, arreglista, compositor y director de orquesta, nació en Ciudad de La Habana el 13 de octubre de 1949; cuando tenía cuatro años de edad, su familia se trasladó hacia Holguín. 
En enero de 1964 comenzó sus estudios de música en la Academia “José María Ochoa” de la ciudad de Holguín. En agosto de ese mismo año da sus primeros pasos con la trompeta en el conjunto Soneros de Oriente de Aramis Driggs.
En el 1967 pasó a integrar el grupo  Los Cankas de Luis Mariano Cancañón Avilés. Desde 1973 hasta 1977 asume la dirección y orquestación del grupo.
En diciembre de 1977 ingresó a la Orquesta Avilés y desde el año 1981 hasta 1993 fue director y orquestador de la misma. 
En 1993 pasó a trabajar con el grupo Los Surik de Las Tunas. En 1994 fue designado director del grupo, con el que realizó varias giras a Japón, España y México. 
En 1998 regresó a Holguín y comenzó a trabajar en el polo turístico de Guardalavaca en los grupos  NBL y Cohíba. 
En el 2000 viajó a Canadá, allá trabajó con varias agrupaciones latinas, bandas de jazz y R&B. 
En 2002 regresó a Cuba y trabajó en el hotel “Pesquero” con el grupo Aguas del Caribe. 
En 2004 fue llamado de nuevo a dirigir la Orquesta Avilés  y además el septeto Nosotros. En 2009 terminó una grabación con la dicha orquesta de un disco con once títulos orquestados por él.
En 1985 fue designado Vicepresidente del Consejo Técnico Artístico del Centro de la Música de Holguín y miembro de la Comisión Nacional de Evaluación de Músicos.
En 1994 fue elegido presidente del Consejo Técnico Artístico de la provincia Las Tunas.
En 2003 se desempeñó como profesor de armonía en la Escuela de Instructores de Arte y en el Instituto Superior Pedagógico de Holguín. Más adelante también fue profesor de trompeta en la Escuela Vocacional de Arte de Holguín.
Desde 2006 es designado presidente del Consejo Técnico Artístico del Centro Provincial de la Música de Holguín.